# Parafia św. Józefa Rzemieślnika w Przedborzu
Parafia św. Józefa Rzemieślnika w Przedborzu - parafia rzymskokatolicka znajdująca się w diecezji rzeszowskiej w dekanacie Kolbuszowa Zachód.
Erygowana w 1929 roku.

## Proboszczowie
- ks. Józef Adamczyk (1929–?)[1]
- ks. Władysław Jędrzejewski[1]
- ks. Henryk Florek (1954–?)[1]
- ks. Adam Samel[1]
- ks. Wiesław Mazur[1]
- ks. Józef Jaworski (2012– )[1]